# 高木稟
高木 稟（たかぎ りん、1968年11月13日 - ）は、兵庫県宝塚市出身の男性俳優。身長163cm。体重60kg。血液型はA型。転球劇場、船場rinda、マサ子の間男、ライターズカンパニー所属（業務提携）。大阪芸術大学卒。転球劇場の旗揚げメンバーの一人。

## 出演作品

### 映画
- LIMIT OF LOVE 海猿（2006年）
- 武士の一分（2006年）
- 釣りバカ日誌18 ハマちゃんスーさん瀬戸の約束（2007年）
- 築地魚河岸三代目（2008年）
- 感染列島（2009年）
- エキストロ（2019年）

### テレビドラマ
NHK
- 連続テレビ小説 よーいドン ※デビュー作[1]
- 白洲次郎
- 大河ドラマ 龍馬伝
- 大河ドラマ 平清盛
- 桂ちづる診察日録

日本テレビ
- おとなの夏休み
- 名探偵コナン 工藤新一の復活! 〜黒の組織との対決〜

フジテレビ
- 役者魂!
- 新・ミナミの帝王 偽りの実印（熊谷）
- 明日の光をつかめ2

テレビ朝日
- 相棒
  - Season 7（木下肇）
  - Season 12（矢嶋房夫）

CS
- 築地探偵 ハナカゼカオル
- まいど!! こちら情報喫茶でおま。
- ドリームチャンス

### バラエティ
- パノラマ電波横丁

### 舞台
- アセンション・ミロク
- 猪瀬薫子〜ラストデイズ、ラストライス〜
- 元禄チャリンコ無頼衆 浪花阿呆鴉
- SPECTACLE GARDEN vol.10
- 3
- ナツひとり
- パンク侍、斬られて候
- 二人のビッグショー 鹿賀丈史&市村正親
- マグダラなマリア
- HKT48指原莉乃座長公演（2015年4月8日 - 23日、明治座 / 8月15日 - 31日、博多座）太閤秀吉 役[2]
- 歌喜劇市場三郎〜温泉宿の恋（2016年4月22日 - 5月8日、東京グローブ座 / 5月13日 - 15日、シアター・ドラマシティ）
- 歌喜劇/市場三郎〜グアムの恋（2018年11月7日 - 12月2日、東京グローブ座 / 12月7日 - 10日、シアター・ドラマシティ）
- 短編集 説得してるのは僕の方（2023年12月7日 - 10日、シアターグリーン BIG TREE THEATER）[3]
- 松竹新喜劇 裏十八番の内 鼓（2024年8月23日 - 25日、赤坂RED/THEATER）[4]
- 脳天ハイマー（2024年10月5日・6日、ぽんプラザホール）[5]
- ヨゴレピンク（2025年2月19日 - 26日、下北沢駅前劇場）[6]
- 歌喜劇 / 〜蘇る市場三郎 冥土の恋〜（2025年6月30日 - 7月27日、東京グローブ座 / 8月1日 - 10日、京都劇場）[7]

### CM
- au・誰でも割
- Z会（ナレーション）
- BIG RENTAL

### ラジオCM
- 日清食品・チキンラーメン
- ハウス食品・メガシャキ
- ミズノ・ウェーブ